# Saint-Georges-de-Montclard

Saint-Georges-de-Montclard este o comună în departamentul Dordogne din sud-vestul Franței. În 2009 avea o populație de 273 de locuitori.

## Evoluția populației
| An        | 1975 | 1982 | 1990 | 1999 | 2006 | 2009 |
| --------- | ---- | ---- | ---- | ---- | ---- | ---- |
| Populație | 263  | 262  | 258  | 268  | 261  | 273  |